# Amadou Salif Mbengue
Amadou Salif Mbengue (* 5. Januar 2002) ist ein senegalesischer Fußballspieler.

## Karriere
Mbengue begann seine fußballerische Ausbildung 2017 beim FC Melun, ehe er in die Jugendakademie des FC Metz wechselte. Dort spielte er ab der Saison 2021/22 die ersten Male für dessen Reservemannschaft in der National 2 und am 9. Spieltag debütierte Mbengu dann bei einer 2:3-Niederlage gegen den SCO Angers für die Profis in der Ligue 1, als er bereits in der dritten Minute aufgrund einer Verletzung von Sikou Niakaté ins Spiel gebracht wurde. Bis zum Ende der Spielzeit kam er dort auf zwölf Partien, konnte aber den Metzer Abstieg in die Zweitklassigkeit nicht verhindern. Im September 2022 folgte dann sein Wechsel zum englische Zweitligisten FC Reading.